# Anthomyza concolor
Anthomyza concolor är en tvåvingeart som först beskrevs av Thomson 1869.  Anthomyza concolor ingår i släktet Anthomyza och familjen sumpflugor.
Artens utbredningsområde är Kalifornien. Inga underarter finns listade i Catalogue of Life.